# Millerova křižovatka
Millerova křižovatka (v anglickém originále Miller's Crossing) je americký hraný film bratří Coenů z roku 1990. Hráli v něm Gabriel Byrne, John Turturro, Steve Buscemi, Albert Finney a další. Malou roli ve snímku měl také přítel bratří Coenů Sam Raimi. Děj filmu sleduje rozepře mezi dvěma gangy. Odehrává se v době americké prohibice. Hudbu k filmu složil Carter Burwell, který s Coenovými spolupracoval na řadě dalších snímků. V roce 2005 zařadil magazín Time Millerovu křižovatku do seznamu 100 nejlepších filmů natočených od vzniku periodika v roce 1923.